# 多罗郡王
多罗郡王（穆麟德轉寫：doroi giyūn wang；藏語：ཇུན་ཝང，威利转写：jun wang），简称郡王，清朝宗室及蒙古、新疆、西藏等外藩封爵之第二等（漠北蒙古为第三等）。皇子、宗室子、外藩得封之，和硕亲王世袭者，承嗣者封多罗郡王。「多羅」滿語意思是「禮或美德」。

## 宗室世襲郡王

### 多羅克勤郡王
克勤郡王，為鑲紅旗旗主，中間曾被改為衍禧、平封號，但之後又改回克勤字封號。克勤郡王封號，起於禮烈親王代善的長子成親王岳托的追封，終於1910年，共傳承了272年。

### 多羅順承郡王
順承郡王，順承郡王封號，起於禮烈親王代善的孫子順承郡王勒克德渾，終於1910年，共傳承了298年。